# Türannión
Türannión (I. e. 1. század) görög grammatikus
Artemidórosz fia volt, s Föníciából származott. Amiszoszi Türannión tanítványa volt. Az Augustus és Marcus Antonius közti háborúk során i. e. 71-ben római fogságba esett. Rómába került és i. e. 67-ben már Marcus Tullius Cicero feleségének, Terentiának rabszolgájaként grammatikus oktató. Hamarosan felszabadították, és Cicero mindkét fiának, Marcusnak és Quintusnak is nevelője lett. Állandó kapcsolatban állt Ciceróval, ő rendezte a könyvtárát. Tevékenyen működött az irodalomban, Homéroszhoz és Arisztotelészhez készített magyarázatokat, amelyek elvesztek. Cicero több munkájában is említi nevét.
Sztrabón oktatója lett később, és több kutató szerint Sztrabón földrajzi érdeklődését ő keltette fel. Ilyesmit azonban maga Sztrabón nem említ, és Türannióntól egyetlen geografikus munka sem maradt fenn.